# Warner Bros. Discovery
Warner Bros. Discovery, Inc. (WBD) és un conglomerat multinacional nord-americà de mitjans de comunicació i entreteniment amb seu a la ciutat de Nova York. Es va formar a partir de la spin-off de WarnerMedia per AT&T i la fusió amb Discovery, Inc. el 8 d'abril de 2022.
El nom de l'empresa és una combinació de la propietat insígnia de WarnerMedia, l'estudi cinematogràfic Warner Bros. i la cadena de televisió de pagament Discovery Channel.